# Erissus spinosissimus
Erissus spinosissimus är en spindelart som beskrevs av Cândido Firmino de Mello-Leitão 1929. 
Erissus spinosissimus ingår i släktet Erissus och familjen krabbspindlar. Inga underarter finns listade i Catalogue of Life.